# Golf Sud
Golf Sud ist einer der fünf Stadtbezirke der Großstadt Ville de Guédiawaye in der Metropolregion Dakar, gelegen im zentralen Westen Senegals. Die Stadtbezirke von Guédiawaye haben jeweils den Status einer Gemeinde (commune).

## Geografie
Golf Sud liegt an der Nordküste der Cap-Vert-Halbinsel und nimmt in Guédiawaye den Westen des Stadtgebiets ein. Der Stadtbezirk hat auf rund 950 Meter Länge Anteil am Sandstrand der Grande-Côte und reicht von dort knapp einen Kilometer weit nach Süden ins Hinterland. Hinzu kommt ein stiefelförmig gebogener rund 700 Meter breiter und 3500 Meter langer Haken zwischen Cambérène und Parcelles Assainies einerseits und Pikine Ouest andererseits, der den Stadtbezirk nach Südwesten vergrößert und sich in einigem Abstand um die zu den Niayes zählende Grande Niaye de Pikine legt.
Der Stadtbezirk hat eine Fläche von 4,2610 km². Golf Sud ist mit Wakhinane Nimzatt sowohl nach Größe der Einwohnerzahl als auch nach Fläche etwa gleich groß. Beide nehmen diesbezüglich in Guédiawaye unter den Stadtbezirken die beiden ersten Plätze ein. Wie alle Stadtbezirke von Guédiawaye ist auch Golf Sud fast vollständig bebaut und dicht besiedelt. Alle Bezirke gehen baulich nahtlos ineinander über. Golf Sud ist aber auch mit den Nachbarbezirken Cambérène und Parcelles Assainies der Metropole Dakar baulich zusammengewachsen.

## Geschichte
Im Jahr 1996 wurde die städtische Kommune Guédiawaye in die fünf communes d’arrondissement Golf Sud, Sam Notaire, Wakhinane Nimzatt, Ndiarème Limamoulaye und Médina Gounass unterteilt und diese wiederum wurden in der Großstadt Ville de Guédiawaye zusammengefasst; ähnlich der kommunalen Gliederung der Hauptstadt Dakar. Im Jahr 2014 erhielt Golf Sud, wie in Senegal alle communes d'arrondissement, den landesweit einheitlichen Status einer Gemeinde (commune).

## Bevölkerung
Die letzten Volkszählungen ergaben für den Stadtbezirk jeweils folgende Einwohnerzahlen:
| Jahr | Einwohner |
| ---- | --------- |
| 2002 | 71.889    |
| 2013 | 92.345    |
| 2023 | 114.069   |

## Verkehr
Golf Sud liegt nördlich der Verkehrsachsen der Cap-Vert-Halbinsel, auf denen der West-Ost-Verkehr zwischen der Metropole Dakar und dem Rest des Landes fließt. Diesem Verkehr dienen die Nationalstraße N 1, ferner die Bahnstrecke Dakar–Niger, und mit der Anschlussstelle 5 der mautpflichtigen Autoroute 1 am Südzipfel der Bezirksgrenze hat Golf Sud eine schnelle Verbindung in Westrichtung mit der Hauptstadt Dakar und in Ostrichtung mit dem internationalen Flughafen Dakar-Blaise Diagne.
In Golf Sud selbst dienen die Route des Niayes und die vierstreifige Schnellstraße Voie de Dégagement Nord (VDN) als Hauptverkehrsachsen. Sie verbinden den Stadtbezirk in Richtung Westen über Cambérène und Parcelles Assainies mit der Innenstadt von Dakar. Während die VDN parallel zum Strand der Atlantikküste verläuft und im Nordosten weiter nach Malika führt und vorläufig nahe des Lac Rose in Tivaouane Peulh-Niaga endet, führt die Route des Niayes mitten durch den Stadtbezirk.